# Eagan
Eagan é uma cidade localizada no estado americano de Minnesota, no Condado de Dakota.

## Demografia
Segundo o censo americano de 2000, a sua população era de 63.557 habitantes.
Em 2006, foi estimada uma população de 63.736, um aumento de 179 (0.3%).

## Geografia
De acordo com o United States Census Bureau tem uma área de
86,6 km², dos quais 83,7 km² cobertos por terra e 2,9 km² cobertos por água.

## Localidades na vizinhança
O diagrama seguinte representa as localidades num raio de 12 km ao redor de Eagan.